# Niederländer

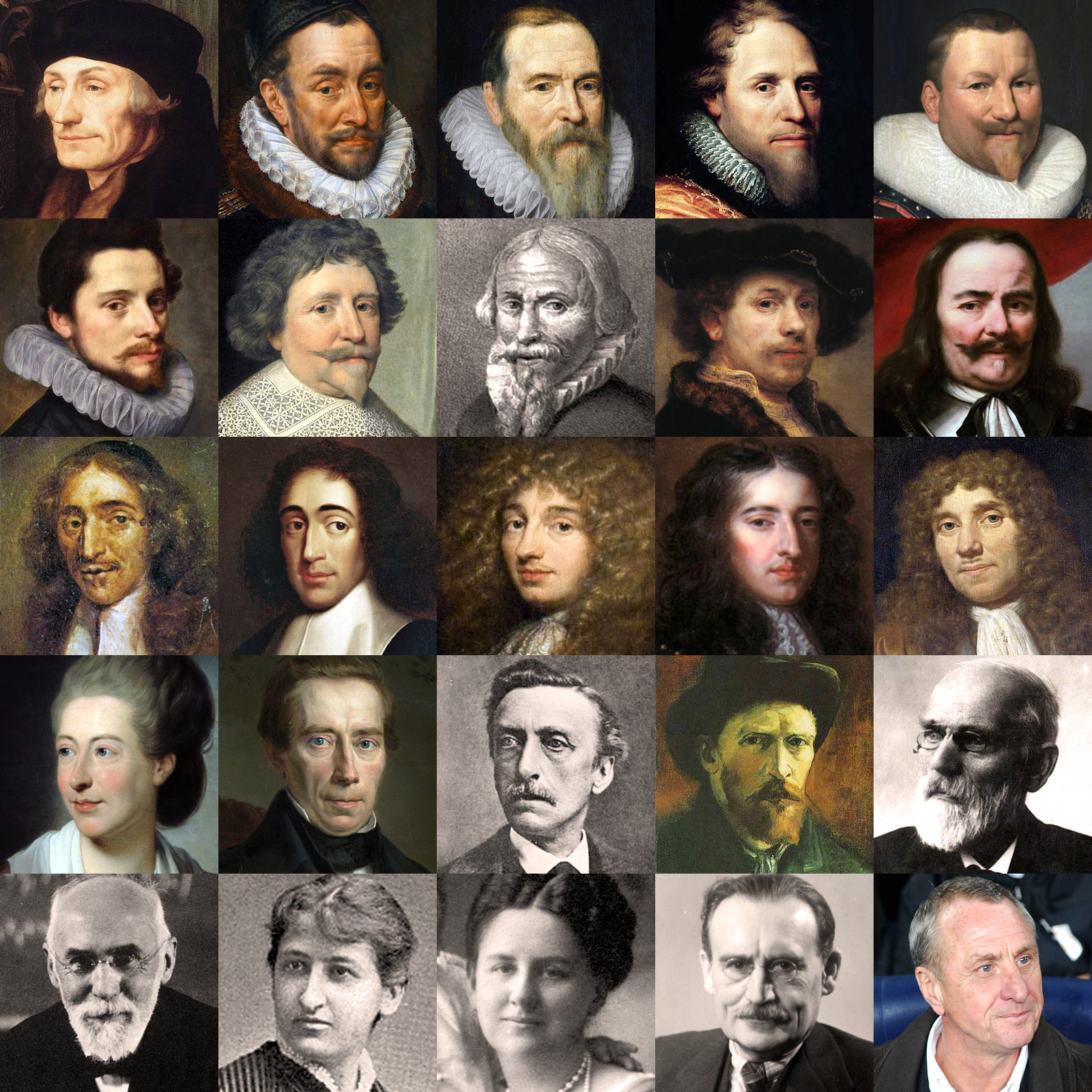
Berühmte Niederländer

Niederländer (niederländisch: Nederlandersⓘ) sind eine westeuropäische Volksgruppe. Im Sinne dieses Artikels handelt es sich um die nach gemeinsamer Herkunft und Ethnie einheimische Bevölkerung der Niederlande mit einer gemeinsamen Sprache, Kultur und Geschichte. Sprachverwandt sind die Niederländer mit den Flamen in Belgien.

Verbreitung der niederländischen Sprache

Niederländer und ihre Nachfahren stellen eine bedeutende Minderheit in verschiedenen überseeischen Staaten, so etwa in Suriname, Kanada, Australien, Südafrika, Neuseeland und den Vereinigten Staaten. Weltweit gibt es heute etwa 25 Millionen (geborene) Niederländer.
Die unter den Niederländern größte Religionszugehörigkeit ist das Christentum, zu etwa gleichen Teilen römisch-katholisch und protestantisch, wohingegen der Anteil konfessionsloser beziehungsweise nichtreligiöser Menschen einer der höchsten aller europäischen Volksgruppen ist.
Die Niederlande sind ein rohstoffarmes, dicht besiedeltes und relativ kleines Land. Dies formte in der Vergangenheit und bis heute eine stark vom Handel geprägte und abhängige Gesellschaft. Während des sogenannten Goldenen Zeitalters dominierten die Niederländer rund ein Jahrhundert lang den Welthandel, was ihnen den Ruf einbrachte, hervorragende Kaufleute und Seefahrer zu sein.

## Friesischsprachige in den Niederlanden
In der Provinz Friesland (Fryslân) spricht die Mehrheit der Bevölkerung Westfriesisch. 
Die Friesen sind seit 1998 (Rahmenübereinkommen zum Schutz nationaler Minderheiten) als nationale Minderheit anerkannt.
| Antwort                 | 1980 | 1994 | 2013 |
| Friese                  | 39 % | 36 % | 45 % |
| Niederländischer Friese | 36 % | 23 % | 24 % |
| Niederländer            | 26 % | 41 % | 31 % |